# Anthurium protensum
Anthurium protensum är en kallaväxtart som beskrevs av Heinrich Wilhelm Schott. Anthurium protensum ingår i släktet Anthurium och familjen kallaväxter.

## Underarter
Arten delas in i följande underarter:
- A. p. arcuatum
- A. p. protensum